# Risk
Risk — восьмой студийный альбом американской трэш-метал-группы Megadeth, выпущенный в 1999 году.
Risk последняя студийная работа гитариста Марти Фридмена в составе Megadeth: он объявил о своем уходе из коллектива в марте 2000 года. Это также первая запись Джимми Деграссо в качестве барабанщика группы.
Название связано с замечанием Ларса Ульриха (барабанщика Metallica), который сказал, что Дэйву следует больше «рисковать» со своей музыкой.
На песни «Insomnia», «Crush 'em» и «Breadline» были сняты видеоклипы.

## Список композиций
| №   | Название                | Текст песни             | Музыка                 | Длительность |
| --- | ----------------------- | ----------------------- | ---------------------- | ------------ |
| 1.  | «Insomnia»              | Дэйв Мастейн            | Мастейн                | 4:16         |
| 2.  | «Prince of Darkness»    | Мастейн                 | Мастейн, Марти Фридмен | 6:26         |
| 3.  | «Enter the Arena»       | Мастейн, Бад Прагер     | Мастейн                | 0:43         |
| 4.  | «Crush 'Em»             | Мастейн, Прагер         | Мастейн, Фридмен       | 4:54         |
| 5.  | «Breadline»             | Мастейн, Прагер         | Мастейн, Фридмен       | 4:32         |
| 6.  | «The Doctor Is Calling» | Мастейн, Прагер         | Мастейн, Фридмен       | 5:44         |
| 7.  | «I'll Be There»         | Мастейн, Прагер         | Мастейн, Фридмен       | 5:13         |
| 8.  | «Wanderlust»            | Мастейн                 | Мастейн, Фридмен       | 5:48         |
| 9.  | «Ecstasy»               | Мастейн                 | Мастейн, Фридмен       | 4:31         |
| 10. | «Seven»                 | Мастейн, Дэвид Эллефсон | Мастейн                | 4:46         |
| 11. | «Time: The Beginning»   | Мастейн                 | Мастейн, Фридмен       | 3:10         |
| 12. | «Time: The End»         | Мастейн                 | Мастейн                | 2:41         |

### Японская версия
| №   | Название           | Текст песни    | Музыка     | Длительность |
| --- | ------------------ | -------------- | ---------- | ------------ |
| 13. | «Duke Nukem Theme» | (инструментал) | Ли Джэксон | 3:54         |

### Бонус-треки 2004 года
| №   | Название                           | Текст песни     | Музыка           | Длительность |
| --- | ---------------------------------- | --------------- | ---------------- | ------------ |
| 13. | «Insomnia» (Jeff Balding mix)      | Мастейн         | Мастейн          | 4:19         |
| 14. | «Breadline» (Jack Joseph Puig mix) | Мастейн, Прагер | Мастейн, Фридмен | 4:28         |
| 15. | «Crush 'Em» (Jock mix)             | Мастейн, Прагер | Мастейн, Фридмен | 5:10         |

## Позиции в чартах
Альбом
| Чарт (1999)                         | Высшая Позиция |
| ----------------------------------- | -------------- |
| Австрия (Ö3 Austria)                | 34             |
| Canadian Albums Chart               | 14             |
| Нидерланды (Album Top 100)          | 39             |
| Финляндия (Suomen virallinen lista) | 8              |
| Франция (SNEP)                      | 37             |
| Новая Зеландия (RMNZ)               | 27             |
| Норвегия (VG-lista)                 | 31             |
| Швеция (Sverigetopplistan)          | 17             |
| Великобритания (UK Albums Chart)    | 29             |
| US Billboard 200                    | 16             |

Синглы
| Чарт (1999)                         | Синглы      | Высшая Позиция |
| ----------------------------------- | ----------- | -------------- |
| US Billboard Mainstream Rock Tracks | «Crush 'Em» | 6              |
| US Billboard Mainstream Rock Tracks | «Breadline» | 6              |
| US Billboard Mainstream Rock Tracks | «Insomnia»  | 26             |

## Участники записи
Megadeth
- Дэйв Мастейн — гитара, вокал
- Марти Фридмен — гитара
- Дэвид Элефсон — бас-гитара, бэк-вокал
- Джимми Деграссо — барабаны

Производство
- Продюсер — Дэн Хафф; сопродюсер — Дэйв Мастейн
- Микшеры и звукооператоры, Джефф Болдинг и Марк Хаген
- Мастеринг — Боб Людвиг